# Bundesstraße 50
Pour les articles homonymes, voir B50 et Route 50.
La Bundesstraße 50 (abrégé en B 50) est une Bundesstraße reliant la frontière luxembourgeoise, près de Roth an der Our, à Bad Bergzabern.

## Localités traversées
- Roth an der Our
- Bitburg
- Wittlich
- Bernkastel-Kues
- Kirchberg (Hunsrück)
- Simmern
- Rheinböllen
- Bingen am Rhein
- Gau-Bickelheim